# Gīdolē
Gīdolē är en ort i Etiopien.   Den ligger i regionen Southern Nations, i den sydvästra delen av landet, 400 km söder om huvudstaden Addis Abeba. Gīdolē ligger 2 102 meter över havet och antalet invånare är 10 736.
Terrängen runt Gīdolē är kuperad åt sydost, men åt nordväst är den bergig. Gīdolē ligger uppe på en höjd. Runt Gīdolē är det ganska tätbefolkat, med 80 invånare per kvadratkilometer. Det finns inga andra samhällen i närheten. Trakten runt Gīdolē består i huvudsak av gräsmarker.